# Iresine alternifolia
Iresine alternifolia là loài thực vật có hoa thuộc họ Dền. Loài này được S. Watson mô tả khoa học đầu tiên năm 1889.